# Scylaceus
Scylaceus es un género de arañas araneomorfas de la familia Linyphiidae. Se encuentra en Estados Unidos y Canadá.

## Lista de especies
Según The World Spider Catalog 12.0:
- Scylaceus pallidus (Emerton, 1882)
- Scylaceus selma (Chamberlin, 1949)